# Delphos (indumentaria)

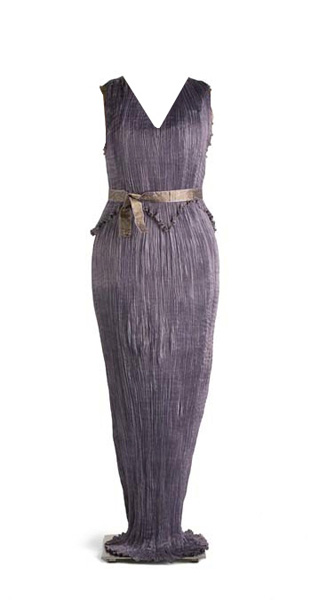
Vestido de raso de seda plisada de color violeta y decorado con cristal de Murano

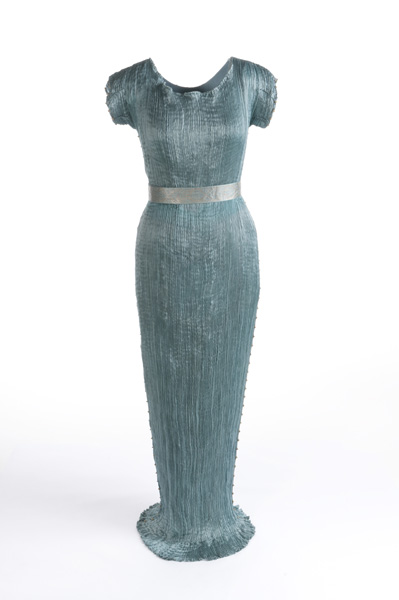
Vestido de raso de seda plisada de color verde celadón

Delphos es una túnica femenina de fina confección, es plisada, larga, rectangular y ondulada elaborada en seda que cae de los hombros y cubre todo el cuerpo;  está inspirada en la cultura griega clásica. El español Mariano Fortuny y Madrazo fue uno de los diseñadores de moda que se destacó por retomar en sus creaciones este tipo de indumentaria.

## Historia
La creación de este vestido tiene su origen en el interés de Mariano Fortuny por el arte griego, tras la visita que hizo a Grecia en 1906. En su residencia veneciana del palacio Orfei, él y Henriette Negrin crearon un taller para estampar telas con el propósito de extraer diseños de antiguos fragmentos de textiles griegos.
Mariano Fortuny patentó el Delphos el 10 de junio de 1909 y allí describió la manera de conseguir el plisado, apretando y retorciendo fuertemente con las manos bandas de tela mojada, hasta conseguir arrugarla a lo largo de la misma y seguidamente llevar a cabo ondulaciones horizontales. Esta técnica la lograba a través de una estructura que él mismo creó con tubos que actuaban en caliente.[cita requerida]
Los Delphos son iguales y piezas únicas, la diferencia está en la flexibilidad morfológica del modelo o la persona que lo va usar, ya que las mangas pueden ser cortas o largas y los escotes de diversa tipología.

## Comercialización
La comercialización de los primeros Delphos se inició en 1919. Para entonces, las creaciones de Fortuny ya llevaban su marca y logotipo. De esta manera su comercialización empezó a tomar auge, los Delphos eran enrollados en papel de seda en cajas pequeñas de cartón, diseñadas por el artista con su nombre escrito en la tapa.
En 1920 a partir de la primera tienda inaugurada en París, se podían adquirir en distinguidos almacenes en las más importantes ciudades europeas y norteamericanas. Fortuny tenía una amplia visión y proyección que le llevó a desarrollar una campaña publicitaria que tuvo impacto entre la alta sociedad. Él mismo se encargó de fotografiar su trabajo y contó con la colaboración de su esposa como modelo.